# Ala kontrakt
Ala kontrakt, före 1916 benämnt Hälsinglands östra kontrakt, var ett kontrakt i Uppsala stift inom Svenska kyrkan. Kontraktet upphörde 31 december 2004 och dess församlingar uppgick i Hälsinglands södra kontrakt.
Kontraktskoden var 0113.

## Administrativ historik
Kontraktet omfattade
- Mo församling
- Rengsjö församling som senast 1995 överfördes till Voxnans kontrakt
- Söderala församling
- Ljusne församling bildad 1 maj 1917 efter att mellan 1828 och 1896 funnits som Maråkers församling
- Segersta församling som senast 1995 överfördes till Voxnans kontrakt
- Hanebo församling som senast 1995 överfördes till Voxnans kontrakt
- Bergviks församling
- Söderhamns församling
- Sandarne församling bildad 1 maj 1917
- Norrala församling
- Trönö församling
- Skogs församling
- Lingbo församling som 1974 överfördes till Gästriklands västra kontrakt

## Kontraktsprostar
Bland kontraktets prostar märks Robert Kihlberg, Carl August Tollin, Jonas Phragmenius den yngre (1724-1744) och Erik Höglund.